# Даламан
Далама́н (тур. Dalaman) — район і місто в Туреччині.
Місто Даламан розташоване в південно-західній частині Анатолії, поблизу узбережжя Середземного моря, у провінції Мугла. Чисельність населення міста — 22 046 осіб (на 2008 рік). Чисельність населення району Даламан — 32 367 осіб. Площа району дорівнює 622 км. Густота населення — 52 чол./км².
У місті знаходиться міжнародний аеропорт (відкритий у 1987 році) — один з трьох аеропортів, поряд з Бодрумом і Анталією, які приймають туристичні потоки на південному заході Туреччини.
Сьогодні це великий туристичний центр, біля якого знаходяться такі популярні курорти, як Мармарис, Дальян та Фетхіє. У Даламані також є підприємства паперової промисловості.